# جان رامبل
جان رامبل (انگلیسی: John Rumble؛ زادهٔ ۲۷ اوت ۱۹۳۳) ورزشکار سوارکاری اهل کانادا است.
وی در مسابقات کشوری و بین‌المللی در مجموع برندهٔ ۱ مدال برنز شده‌است.